# 林宗治
林 宗治（はやし むねはる、1974年8月23日 - ）は、日本の実業家。ソフトクリエイトホールディングス及びソフトクリエイトの代表取締役社長。エイトレッドの取締役会長。

## 来歴
- 1993年　学習院高等科卒
- 1997年　学習院大学経済学部経営学科卒
- 1997年　ソフトバンク入社
- 2000年  ソフトクリエイト取締役
- 2006年　ソフトクリエイト代表取締役社長
- 2007年　エイトレッド代表取締役社長
- 2015年　エイトレッド取締役会長(現任)
- 2019年　一般社団法人コンピューターシステム販売店協会会長

## 資格
- アルコール関連資格取得歴
  - 2012年 日本ソムリエ協会認定　ワインエキスパート取得
  - 2014年 日本テキーラ協会認定　第36期テキーラ・マエストロ取得
  - 2014年 日本ラム協会認定　第3期ラム・コンシェルジュ取得
  - 2015年 ウイスキー検定3級・2級取得
  - 2017年　日本ソムリエ協会認定　SAKE DIPLOMA取得